# Bufo pentoni
Bufo pentoni là một loài cóc thuộc họ Bufonidae. Loài này có ở Burkina Faso, Cameroon, Djibouti, Eritrea, Gambia, Ghana, Guinée, Mali, Mauritanie, Niger, Nigeria, Sénégal, Sudan, có thể cả Bénin, có thể cả Cộng hòa Trung Phi, có thể cả Tchad, có thể cả Bờ Biển Ngà, có thể cả Ethiopia, có thể cả Somalia, và có thể cả Togo.
Môi trường sống tự nhiên của chúng là xavan khô, vùng cây bụi khô khu vực nhiệt đới hoặc cận nhiệt đới, đồng cỏ khô nhiệt đới hoặc cận nhiệt đới vùng đất thấp, sông ngòi, đầm nước ngọt có nước theo mùa, và sa mạc nóng.
Chúng hiện đang bị đe dọa vì mất nơi sống.